# This Is How We Do
This Is How We Do is een nummer van de Amerikaanse zangeres Katy Perry. Het nummer kwam uit op 11 augustus 2014 en is in Nederland het zesde nummer van haar album Prism dat in 2013 uitkwam. Het nummer is geschreven door Perry, Klas Åhlund en Max Martin. 

## Videoclip
De videoclip werd uitgebracht op 31 juli 2014 op Perry's YouTube-kanaal. Een week eerder, verscheen de lyrics-video. De regie van de muziekvideo lag in handen van Joel Kefali.

## Tracklijst
| Nr. | Titel                             | Duur |
| --- | --------------------------------- | ---- |
| 1.  | This Is How We Do (met Riff Raff) | 3:24 |

## Hitnoteringen

### Nederlandse Top 40
| Hitnotering: 30-08-2014 t/m 08-11-2014 | Hitnotering: 30-08-2014 t/m 08-11-2014 | Hitnotering: 30-08-2014 t/m 08-11-2014 | Hitnotering: 30-08-2014 t/m 08-11-2014 | Hitnotering: 30-08-2014 t/m 08-11-2014 | Hitnotering: 30-08-2014 t/m 08-11-2014 | Hitnotering: 30-08-2014 t/m 08-11-2014 | Hitnotering: 30-08-2014 t/m 08-11-2014 | Hitnotering: 30-08-2014 t/m 08-11-2014 | Hitnotering: 30-08-2014 t/m 08-11-2014 | Hitnotering: 30-08-2014 t/m 08-11-2014 | Hitnotering: 30-08-2014 t/m 08-11-2014 | Hitnotering: 30-08-2014 t/m 08-11-2014 |
| Week:                                  | 1                                      | 2                                      | 3                                      | 4                                      | 5                                      | 6                                      | 7                                      | 8                                      | 9                                      | 10                                     | 11                                     |                                        |
| -------------------------------------- | -------------------------------------- | -------------------------------------- | -------------------------------------- | -------------------------------------- | -------------------------------------- | -------------------------------------- | -------------------------------------- | -------------------------------------- | -------------------------------------- | -------------------------------------- | -------------------------------------- | -------------------------------------- |
| Positie:                               | 34                                     | 25                                     | 19                                     | 16                                     | 14                                     | 19                                     | 20                                     | 22                                     | 29                                     | 35                                     | 40                                     | uit                                    |

### NederlandseSingle Top 100
| Hitnotering: 23-08-2014 t/m 29-11-2014 | Hitnotering: 23-08-2014 t/m 29-11-2014 | Hitnotering: 23-08-2014 t/m 29-11-2014 | Hitnotering: 23-08-2014 t/m 29-11-2014 | Hitnotering: 23-08-2014 t/m 29-11-2014 | Hitnotering: 23-08-2014 t/m 29-11-2014 | Hitnotering: 23-08-2014 t/m 29-11-2014 | Hitnotering: 23-08-2014 t/m 29-11-2014 | Hitnotering: 23-08-2014 t/m 29-11-2014 | Hitnotering: 23-08-2014 t/m 29-11-2014 | Hitnotering: 23-08-2014 t/m 29-11-2014 | Hitnotering: 23-08-2014 t/m 29-11-2014 | Hitnotering: 23-08-2014 t/m 29-11-2014 | Hitnotering: 23-08-2014 t/m 29-11-2014 | Hitnotering: 23-08-2014 t/m 29-11-2014 | Hitnotering: 23-08-2014 t/m 29-11-2014 | Hitnotering: 23-08-2014 t/m 29-11-2014 |
| Week:                                  | 1                                      | 2                                      | 3                                      | 4                                      | 5                                      | 6                                      | 7                                      | 8                                      | 9                                      | 10                                     | 11                                     | 12                                     | 13                                     | 14                                     | 15                                     |                                        |
| -------------------------------------- | -------------------------------------- | -------------------------------------- | -------------------------------------- | -------------------------------------- | -------------------------------------- | -------------------------------------- | -------------------------------------- | -------------------------------------- | -------------------------------------- | -------------------------------------- | -------------------------------------- | -------------------------------------- | -------------------------------------- | -------------------------------------- | -------------------------------------- | -------------------------------------- |
| Positie:                               | 94                                     | 67                                     | 37                                     | 27                                     | 25                                     | 25                                     | 20                                     | 26                                     | 32                                     | 36                                     | 40                                     | 43                                     | 47                                     | 63                                     | 88                                     | uit                                    |

### 3FM Mega Top 50
| Hitnotering: 30-08-2014 t/m 08-11-2014 | Hitnotering: 30-08-2014 t/m 08-11-2014 | Hitnotering: 30-08-2014 t/m 08-11-2014 | Hitnotering: 30-08-2014 t/m 08-11-2014 | Hitnotering: 30-08-2014 t/m 08-11-2014 | Hitnotering: 30-08-2014 t/m 08-11-2014 | Hitnotering: 30-08-2014 t/m 08-11-2014 | Hitnotering: 30-08-2014 t/m 08-11-2014 | Hitnotering: 30-08-2014 t/m 08-11-2014 | Hitnotering: 30-08-2014 t/m 08-11-2014 | Hitnotering: 30-08-2014 t/m 08-11-2014 | Hitnotering: 30-08-2014 t/m 08-11-2014 | Hitnotering: 30-08-2014 t/m 08-11-2014 |
| Week:                                  | 1                                      | 2                                      | 3                                      | 4                                      | 5                                      | 6                                      | 7                                      | 8                                      | 9                                      | 10                                     | 11                                     |                                        |
| -------------------------------------- | -------------------------------------- | -------------------------------------- | -------------------------------------- | -------------------------------------- | -------------------------------------- | -------------------------------------- | -------------------------------------- | -------------------------------------- | -------------------------------------- | -------------------------------------- | -------------------------------------- | -------------------------------------- |
| Positie:                               | 38                                     | 28                                     | 23                                     | 20                                     | 19                                     | 18                                     | 25                                     | 31                                     | 41                                     | 48                                     | 50                                     | uit                                    |

## Releasedata
| Land                | Releasedatum     | Formaat                              | Label   |
| ------------------- | ---------------- | ------------------------------------ | ------- |
| Verenigde Staten    | 12 augustus 2014 | Radio                                | Capitol |
| Verenigd Koninkrijk | 14 augustus 2014 | Radio                                | Capitol |
| Duitsland           | 25 augustus 2014 | Muziekdownload (remix met Riff Raff) | Capitol |
| Finland             | 25 augustus 2014 | Muziekdownload (remix met Riff Raff) | Capitol |
| Verenigde Staten    | 25 augustus 2014 | Muziekdownload (remix met Riff Raff) | Capitol |
| Italië              | 5 september 2014 | Radio                                | Capitol |